# Катрин Лунде
Катрин Лунде (норв. Katrine Lunde; 30. март 1980) норвешка је рукометашица. Игра на позицији голмана, а тренутно наступа за Виперс и репрезентацију Норвешке.
Једна је од најтрофејнијих норвешких рукометашица са освојених дванаест златних, пет сребрних и три бронзане медаље са великих такмичења (ОИ, СП и ЕП).
Њена сестра близнакиња, Кристин Лунде-Боргерсен, такође је рукометашица.